# 美蘭極
美蘭極 又譯作「美琅脂」，通常被称为“香料”，是弗兰克赫伯特創作的《沙丘》系列科幻小说的和衍生作品虚构的核心药物。
这个"melange"来的一个法语词"mélange"，意思是“混合”。